# Daniele Rustioni
Daniele Rustioni (geboren 1983 in Mailand) ist ein italienischer Dirigent.

## Leben und Werk
Rustioni studierte am Conservatorio Giuseppe Verdi in Mailand, an der Accademia Musicale Chigiana in Siena und an der Royal Academy of Music in London. Zu seinen Lehrern zählte auch Gilberto Serembe. Von 2008 bis 2009 war er Jette Parker Young Artist am Royal Opera House Covent Garden in London, assistierte dem dortigen Musikdirektor Antonio Pappano auch noch danach und übernahm später als Dirigent Aufführungen in Covent Garden.
Sein Konzertdebüt gab er 2007 am Teatro Regio di Torino, 2008 dirigierte er dort erstmals eine Oper – Puccinis La Bohème. Ermöglicht hat diese Debüts sein Mentor Gianandrea Noseda. Seither hat er sich ein breites Opernrepertoire erarbeitet, welches vom Belcanto über Giuseppe Verdi bis zum Verismo reicht, aber fast ausschließlich Werke italienischer Komponisten enthält. Von Gioachino Rossini dirigiert Rustioni die komischen Opern L’occasione fa il ladro, Il signor Bruschino, Il turco in Italia, L’italiana in Algeri und Il viaggio a Reims, von Gaetano Donizetti L’elisir d’amore und die tragischen Werke Anna Bolena und Roberto Devereux, von Vincenzo Bellini Norma. Die von ihm dirigierten Verdi-Opern reichen von Frühwerken, wie Nabucco, I masnadieri, Luisa Miller und Stiffelio, über die realistische Trias, Rigoletto, Il trovatore und La traviata, und das mittlere Schaffen, Simone Boccanegra, Un ballo in maschera und Aida bis zum Spätwerk Falstaff. Aus dem Bereich des Verismo zählen Puccinis Madama Butterfly und dessen Trittico, Mascagnis Cavalleria rusticana und Leoncavallos Pagliacci zu seinem Repertoire. Fallweise dirigiert er auch Mozart (Le nozze di Figaro und Così fan tutte), aus dem französischen Repertoire bislang nur La Juive von Fromental Halévy.
Innerhalb kurzer Zeit konnte Rustioni eine beachtliche Karriere absolvieren:
- Neben seinen Verpflichtungen in Covent Garden, wo er bislang Opern Verdis, Rossinis und Donizettis dirigierte, übernahm er ab 2011 Verpflichtungen an der Welsh National Opera in Cardiff und an der Opera North in Leeds.
- In Italien dirigierte er am Teatro alla Scala seiner Heimatstadt Mailand, an der römischen Oper, am Teatro Filarmonico di Verona und in der Arena di Verona, beim Rossini Opera Festival in Pesaro, am Teatro La Fenice von Venedig, in der Oper von Florenz und am Teatro San Carlo in Neapel, ferner am Teatro Petruzzelli von Bari, wo er von 2012 bis 2014 als musikalischer Leiter fungierte, in Reggio nell’Emilia und Trevisio.
- Im Oktober 2011 wurde er an die Litauische Nationaltheater in Vilnius eingeladen, im September 2013 an das Mikhailovsky-Theater in St. Petersburg. 2011 erfolgte sein USA-Debüt beim Glimmerglass Festival mit Cherubinis Médée, im März 2013 leitete er eine Norma-Aufführungsserie an der Washington National Opera. In der Spielzeit 2013/14 debütierte er an der Nikikai Opera in Japan. Mit der Neapolitanischen Oper gastierte er beim Budapest Festival.
- Im deutschen Sprachraum dirigierte er bei den Münchner Opernfestspielen, an der Württembergischen Staatsoper in Stuttgart, an der Staatsoper Unter den Linden, an der Bayerischen Staatsoper in München und am Opernhaus Zürich.
- In Frankreich wurde er bislang von der Opéra National de Paris und der Opera de Lyon verpflichtet. Bei den Chorégies d’Orange dirigierte er im August 2016 zwei Aufführungen von La traviata.
- Er debütierte im April 2017 an der Metropolitan Opera New York, im April 2019 am Teatro Real in Madrid.[1]

Im Konzertsaal zählen Händels Messiah, Rossinis Stabat mater und Verdis Messa da Requiem zu Rustionis Standardrepertoire. Er dirigierte unter anderem das Orchester der Accademia Nazionale di Santa Cecilia in Rom und beim Maggio Musicale Fiorentino in Florenz, das Orchestra della Svizzera italiana, das BBC Philharmonic, das London Philharmonic Orchestra und die Helsinkier Philharmoniker.
Rustioni wurde 2014 Chefdirigent des Orchestra della Toscana. Mit Beginn der Spielzeit 2017/18 übernahm er zudem die Funktion des Chefdirigenten der Opéra National de Lyon für fünf Jahre. Im September 2019 wurde er auch Chefdirigent des Ulster Orchestra.

## Diskographie
- Arias – Erwin Schrott (Bassbariton), mit dem Radio-Symphonieorchester Wien, Dirigent: Daniele Rustioni, Sony Classical 2012 (CD)
- Verdi: Il trovatore, RAI 5-Aufzeichnung vom Teatro alla Scala, geleitet von Daniele Rustioni (DVD)

## Wettbewerbe und Auszeichnung
- 2008: Cadaqués Orchestra International Conducting Competition, 2. Platz
- 2013: International Opera Award als Best Newcomer

## Weitere Quellen
- Royal Opera House Covent Garden, Kurzbiographie des Dirigenten (engl.)
- Staatsoper im Schiller Theater Berlin, Kurzbiographie des Dirigenten